# Степанівка (Вознесенський район)
Степа́нівка —  село в Україні, у Веселинівській селищній громаді Вознесенського району Миколаївської області. Населення становить 103 осіб. Колишній орган місцевого самоврядування — Миколаївська сільська рада.

## Населення

### Мова
Розподіл населення за рідною мовою за даними :
| Мова       | Кількість | Відсоток |
| ---------- | --------- | -------- |
| українська | 94        | 91.26%   |
| російська  | 9         | 8.74%    |
| Усього     | 103       | 100%     |